# ホウビカンジュ
ホウビカンジュ（鳳尾貫衆、学名：Nephrolepis biserrata）は、ツルシダ科タマシダ属に属するシダ植物の1種である。非常に長い葉を垂らすようにつける。

## 名称
和名ホウビカンジュの名前は漢字で「鳳尾貫衆」と書き、このうち貫衆は中国名でヤブソテツの意味でシダ一般を表わす。つまり鳳の尾の様なシダの意であるという。
中国植物名は、「長葉腎蕨」である。

## 分布・生育環境
日本では、トカラ列島以南の琉球列島に生育する。世界的には旧世界の熱帯域に広く分布する。
岩や樹木の上に着生し、葉を下に垂らすようにつける。沖縄本島南部では低地の琉球石灰岩の崖の上にはえて長く垂れ下がる姿をよく見かける。

## 特徴
常緑性の草本。根茎は短くて、斜めか真っ直ぐに立つ。多くの細い針金のような根を出し、また走出茎（匍匐枝）を伸ばし、多数叢生する葉が生じて、多くの株が寄り集まって生える。根茎と葉柄の基部には赤褐色の鱗片が密に生え、鱗片は長さ5ミリメートル (mm) で先端に向かって尾状に長くなり、縁には毛があるか不揃いになっている。
葉は1回羽状複葉で、立ち上がることもあるが長く下垂する。葉柄は30 - 60センチメートル (cm) 、葉身は長さ60 - 200 cm、それに対して幅は20 - 40 cm、非常に細長い形をしている。側羽片は非常に数多く、時に70対を越える。側羽片は中軸との間に関節を持ち、線状披針形から披針形で先端はやや鎌形、長さ15 cm、幅1.5 cm、羽片の間隔は羽片の幅よりやや狭いくらいである。その基部はくさび形から円形で、耳が突出することはないか、ごくわずかで、葉質は薄いが硬い。
胞子嚢群は円形で、葉縁から内側3分の1程度の位置に1列に並ぶ。包膜は円腎形、径1.5 mmある。

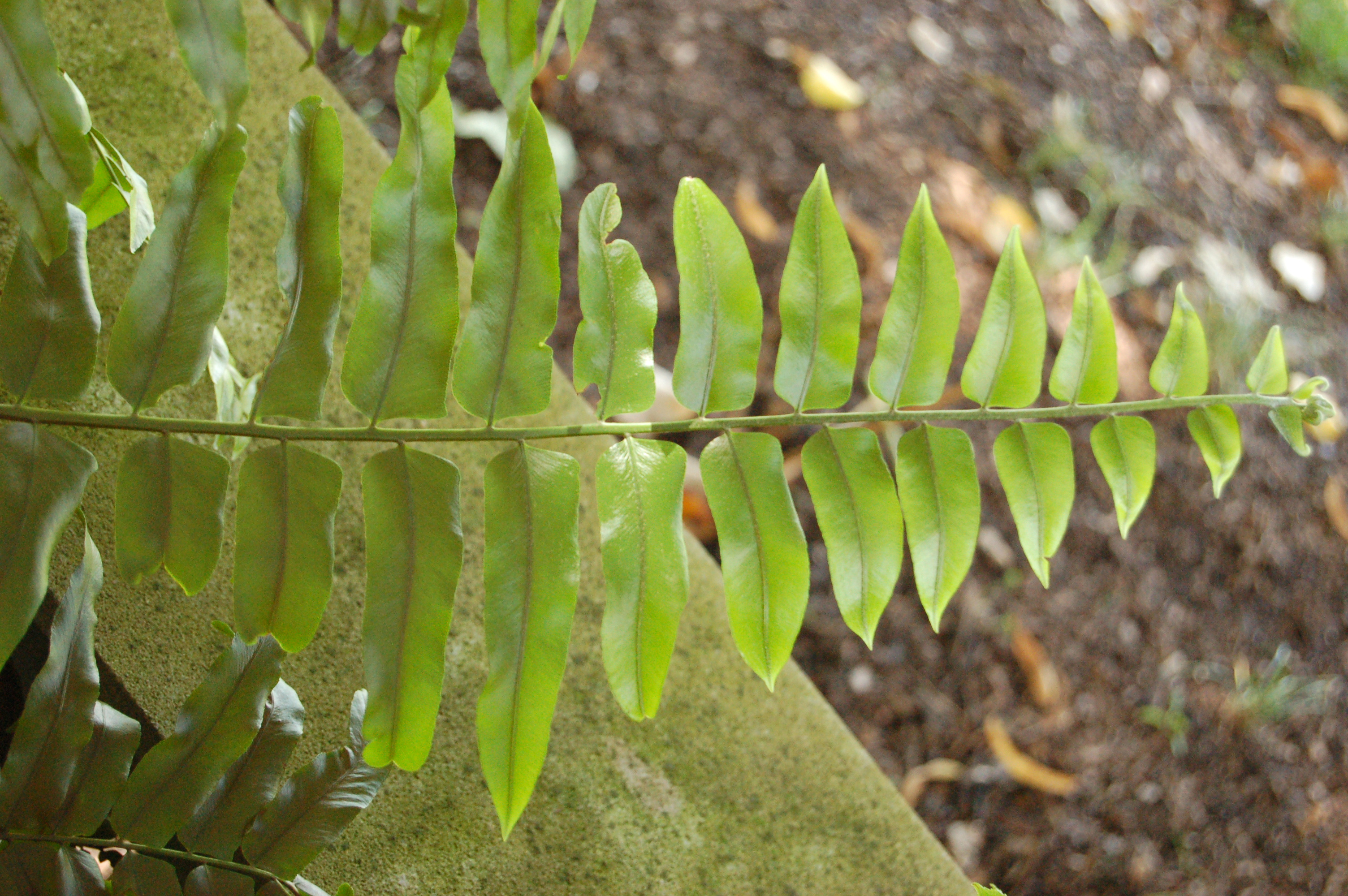
羽片の先端付近

## 利用
園芸的によく栽培される園芸品種にフルカンス（'Furcans'）がある。フルカンスは羽片の先端が2裂し、更にその先が2 - 3裂するもので、鑑賞価値は高い。

## 近縁種
同属には30種ばかりが知られ、日本では本種ホウビカンジュとタマシダ、ヤンバルタマシダの3種が知られる。ホウビカンジュは、その中で特に細長い葉を持つものである。またホウビカンジュとタマシダの自然雑種がヒメホウビカンジュ、ホウビカンジュとヤンバルタマシダとの自然雑種がアイノコホウビカンジュの名で知られているが、岩槻 (1992) によれば分類には検討が必要とのことである。